# Maximilian al III-lea, Elector de Bavaria
Maximilian al III-lea Iosif (n. 28 martie 1727, München, Electoratul Bavariei – d. 30 decembrie 1777, München, Electoratul Bavariei) a fost principe elector al Sfântului Imperiu Roman și Duce de Bavaria din 1745 până în 1777.

## Biografie

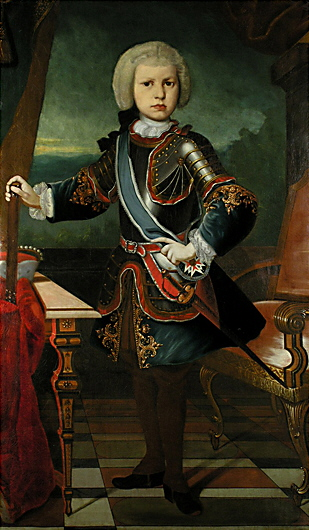
Maximilian Iosif

Născut la München, Maximilian a fost fiul cel mare al împăratului Carol al VII-lea și a soției acestuia, Maria Amalia a Austriei, fiica împăratului Iosif I.
După decesul tatălui său în ianuarie 1745, el a moștenit la vârsta de 18 ani o țară care era pe cale să fie invadată de armatele asutriece. Maximilian Iosif a oscilat între „partida păcii”, condusă de mama sa Maria Amalia de Austria și de comandantul armatei, Friedrich Heinrich von Seckendorff, și „partida războiului”, condusă de ministrul de externe, Ignaz conte de Törring. După înfrângerea decisivă din Bătălia de la Pfaffenhofen din 15 aprilie, Maximilian Joseph a abandonat pretențiile imperiale ale tatălui său și a făcut pace cu împărăteasa Maria Tereza a Austriei prin Tratatul de la Füssen, prin care a fost de acord să-l susțină pe soțul împărătesei, Marele Duce Francis Stephen de Toscana, în alegerile electorale imperiale. În timpul Războiului de Șapte Ani, forțele bavareze au luptat de partea habsburgilor.
Sora lui Maximilian Iosif, Maria Josepha de Bavaria, s-a căsătorit în 1765 cu fiul Mariei Tereza, împăratul Iosif al II-lea. O slăbire pe termen lung a Prusiei nu era în interesul Bavariei. Maximilian Iosif a încercat, pe cât posibil, de a ține Bavaria departe de războaie. În afară de trupele raionale, a prezentat doar o forță mică de 4000 de oameni. Principele elector și-a retras trupele auxiliare în 1758/1759. Împreună cu principele elector de Wittelsbach Carol Theodor a impus neutralitatea imperiului în timpul conflictului.
Maximilian Iosif a fost un conducător luminat progresiv care a făcut mult pentru a îmbunătăți dezvoltarea țării sale. El a încurajat agricultura, industria și exploatarea mineralelor țării și a abolit cenzura iezuită a presei. În 1747 a fost înființată fabrica de porțelan din Nymphenburg în timp ce Codex Maximilianeus bavaricus civilis a fost scris în 1756. Prima instituție academică din München, Academia de Științe bavareză, a fost fondată în 1759 de către Maximilian al III-lea. 
În timpul foametei severe din 1770 Maximilian a vândut bijuteriile coroanei pentru a plăti livrările de porumb. În același an a emis, de asemenea, edict împotriva extravaganței Bisericii contribuind astfel la sfârșitul erei rococo din Bavaria. De asemenea, el a interzis impozitul Oberammergau. În 1771 el a instituit obligativitatea frecventării școlii.
În decembrie 1777 Maximilian Iosif mergea cu trăsura prin München când trecând pe lângă un ceas turn, mecanismul s-a rupt și ceasul a bătut de 77 de ori. Maximilian Iosif a spus că acesta era un semn rău că probabil anii săi s-au terminat. În câteva zile, el s-a îmbolnăvit de o boală pe care nici unul dintre cei 15 de medici consultați nu au putut-o diagnostica. De Crăciun a devenit clar că era o formă virulenta de variolă.
A murit la vârsta de 50 de ani fără a avea moștenitor. Maximilian al III-lea Iosif este înmormântat în biserica Theatinerkirche din München.